# ホスホグリセリン酸ホスファターゼ
ホスホグリセリン酸ホスファターゼ(Phosphoglycerate phosphatase、EC 3.1.3.20)は、以下の化学反応を触媒する酵素である。
D-グリセリン酸-2-リン酸 + 水{\displaystyle \rightleftharpoons }D-グリセリン酸 + リン酸
従って、この酵素の2つの基質はD-グリセリン酸-2-リン酸と水、2つの生成物はD-グリセリン酸とリン酸である。
この酵素は、加水分解酵素、特にリン酸モノエステル加水分解酵素に分類される。系統名は、D-グリセリン酸-2-リン酸 ホスホヒドロラーゼである。その他よく用いられる名前に、D-2-phosphoglycerate phosphatase、glycerophosphate phosphatase等がある。